# Pocta České komory architektů
Pocta České komory architektů je ocenění pro mimořádné osobnosti na poli architektury, které uděluje Česká komora architektů od roku 2000. Nominace může s příslušným odůvodněním podávat kdokoli z odborné veřejnosti. Laureáta resp. laureáty vybírá odborná komise, schválená předsednictvem ČKA.

## Seznam laureátů
Seznam laureátů vychází z oficiálních stránek ČKA.
| Rok  | Laureáti |
| ---- | --- |
| 2000 | - Bedřich Rozehnal, in memoriam - Petr Vaďura (architekt), in memoriam - Ladislav Žák, in memoriam                |
| 2001 | - Vít Obrtel, in memoriam - Otto Rothmayer, in memoriam - Oldřich Stefan, in memoriam - Zdeněk Vávra, in memoriam |
| 2002 | - Josef Havlíček, in memoriam                                                                                     |
| 2003 | - Josef Polášek, in memoriam                                                                                      |
| 2004 | cena nebyla udělena                                                                                               |
| 2005 | - Karel Hubáček                                                                                                   |
| 2006 | - Miroslav Masák                                                                                                  |
| 2007 | - Alena Šrámková                                                                                                  |
| 2008 | - Miroslav Baše, in memoriam                                                                                      |
| 2009 | - Emil Přikryl |
| 2010 | - Viktor Rudiš |
| 2011 | - Karel Prager, in memoriam                                                                                       |
| 2012 | - David Kopecký, in memoriam                                                                                      |
| 2013 | - Rostislav Švácha                                                                                                |
| 2014 | - Věra Machoninová                                                                                                |
| 2015 | - Bohuslav Fuchs, in memoriam                                                                                     |
| 2016 | - Martin Rajniš                                                                                                   |
| 2017 | - Jiří Suchomel                                                                                                   |
| 2018 | - Ivar Otruba |
| 2019 | - Zdeněk Zavřel                                                                                                   |
| 2020 | - Jan Bočan, in memoriam                                                                                          |
| 2021 | - Eva Jiřičná |